# Seconde guerre des Barons
Cet article concerne la guerre des barons contre le roi d'Angleterre Henri III. Pour la guerre des barons contre le roi d'Angleterre Jean sans Terre, voir première guerre des Barons.
Batailles
- Lewes
- Evesham
- Kenilworth

La seconde guerre des Barons est un conflit qui se déroule en Angleterre de 1264 à 1267 entre une coalition de barons, menée par Simon V de Montfort, et les troupes royales, dirigées par le prince Édouard pour le compte de son père Henri III.

## Contexte historique

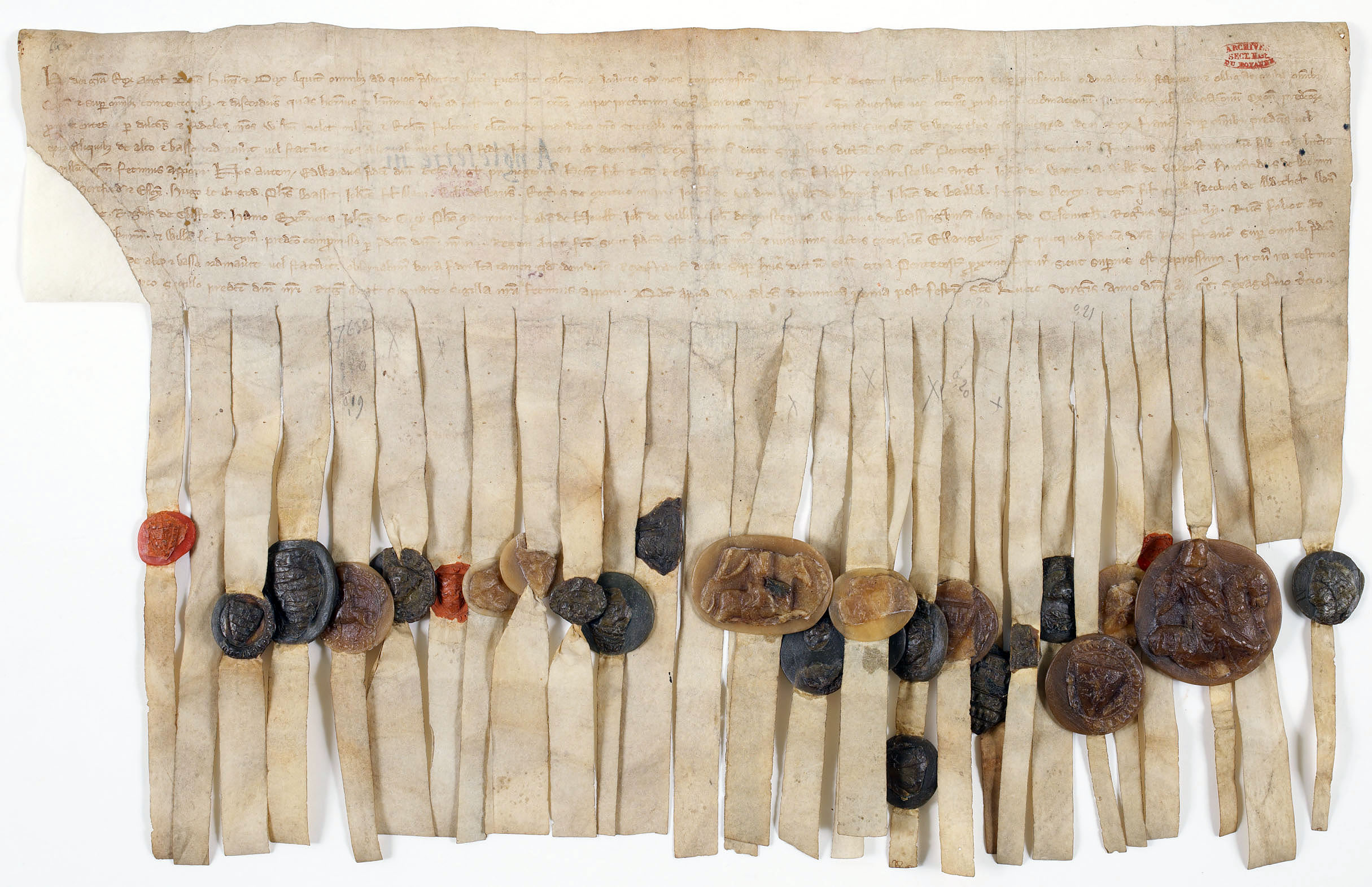
Charte par laquelle Henri III et plusieurs de ses barons prennent Louis IX comme arbitre de leurs différends, 16 décembre 1263 (archives nationales AE/III/64).

Après le Dit d'Amiens par lequel le roi de France Louis IX avait arbitré en faveur du roi Henri III contre les barons, annulant les Provisions d'Oxford. La guerre reprit entre les roi d'Angleterre et ses barons.

## Déroulement de la guerre
Après une période de succès pour les barons, couronnée par la victoire de Lewes le 14 mai 1264, le prince Édouard fut capturé et Simon de Montfort devint de facto souverain d'Angleterre. 
Cependant, Édouard parvint à s'évader l'année suivante et le conflit reprit : le château de Gloucester tomba aux mains d’Edouard et du comte de Clare, puis les troupes rebelles furent battues et leur chef tué lors de la bataille d'Evesham le 4 août 1265.

## Bilan
Un accord fut conclu avec les derniers insurgés, retranchés dans la forteresse inexpugnable de Kenilworth, qui permit de mettre un terme à la guerre.